# Tecpatán
Tecpatán è un comune del Messico, situato nello stato di Chiapas.